# Johann Ludwig Müthel
Johann Ludwig Müthel (auch Johann Ludwig von Müthel; * 20. Februar 1764 in Sesswegen; † 24. Mai 1821 in Dorpat) war ein deutsch-baltischer Rechtswissenschaftler und Hochschullehrer.

## Leben
Müthel war Sohn des Pastors Gottlieb Friedrich Müthel. Er besuchte die Schule von Kloster Berge bei Magdeburg. Anschließend studierte er an den Universitäten von Halle (1781) und Göttingen (1783), zunächst die Theologie, dann die Rechtswissenschaft.
Müthel kehrte 1784 nach Livland zurück. Es folgte viele kurzzeitige Anstellungen in Riga, so wurde er dort 1784 Protokollist beim Gerichtshof bürgerliche Rechtssachen, 1785 Sekretär des Oberkonsistoriums, dann 1797 Sekretär, 1798 stellvertretender Assessor und zugleich Advokat beim Landgericht Riga. 1799 wurde er Sekretär bei der Stadtverwaltung von Riga.
Müthel folgte 1802 bei der Errichtung der Kaiserlichen Universität Dorpat einem Ruf auf die Professur für bürgerliches, estländisches und livländisches Recht. Außerdem wurde er 1802/1803 erster Dekan der rechtswissenschaftlichen Fakultät. Außerdem war er 1805/1806, 1808/1809, 1811–1814 sowie 1815/1816 Dekan. 1803 wurde er außerdem Mitglied der „Commission für Entwerfung der Universitätsstatuten“ sowie Mitglied der „Universitäts-Schulcommission“. 1812 war er Mitglied des Kollegienrats.
Müthel erhielt kurz vor seinem Tod den Doktor der Rechte durch die Universität Halle verliehen.

## Werke
- Die roemische, kanonische und deutsche Rechtsgeschichte, Dorpat 1807.
- Geschichte des livländischen Rechts, 2 Bände, 1809–1810